# مسجد موث كي
مسجد موث كي هو مسجد يقع في عاصمة الهند دلهي، بنى المسجد سلالة لودي عام 1505 في المدينة الرابعة من دلهي في العصور الوسطى من سلطنة دلهي، ترجمة اسم المسجد حرفيا مسجد العدس، ويحتوي المسجد قبة بنية جميلة (غومباد) في فترة بنائه، المسجد الآن مغلق بالكامل ضمن جنوب المحلة الحديثة الملحق الثاني، منطقة عدي بارك ومسجد العدس تضم الآن منشآت سكنية وتجارية في المناطق الحضرية في جنوب العاصمة دلهي.

## الأسطورة
هناك رواية شهيرة وهي أنه عندما كان السلطان اسكندر لودي في زيارة لمسجد في المنطقة المجاورة للموقع الحالي لمسجد موث كي لأداء الصلاة وهو ساجد على حبة فراشة (وهو نوع من العدس)، واذ بطائر انخفض لالتقاط العدسة، رأى المنظر رئيس الوزراء الوزير ميا بوهيا الذي كان قد رافق الملك، فقرر أن البذور يجب استخدامها في خدمة الله .
فأخذ البذور (العدس) وزرعها في حديقة منزله لمزيد من النمو، وعلى مر السنين أجريت عمليات زراعة متكررة وإعادة زراعة بذور العثة في نفس حديقة رئيس الوزراء، تضاعفة هذه العملية وازدادت البذور عدة مرات، وباع الوزير الحصاد وكسب كثير من المال، ومن عائدات البيع قام ببناء المسجد بعد الحصول على إذن من السلطان لبناء المسجد، ووضع اسكندر لودي الأساس لبناء المسجد.
وهناك رواية أخرى للأسطورة هو أن اسكندر لودي في واحدة من زياراته إلى المنطقة مزح على رئيس وزرائه بإعطائه هدية من حبة فراشة (العدس)، فقبل الوزير الهدية وبدلا من رميها بعيدا زرعها في حديقة منزله، وعلى مر السنين أسفرت نتائج الزراعة لتكون مزرعة ذات حصاد وفير، والتي وفرت دخل اضافي للوزير، وبعد ذلك مع الإيرادات المكتسبة من الحبوب العدس قرر الوزير أن يبني مسجدا، ودعا السلطان لزيارة المسجد وروى تسلسل الأحداث التي تؤدي إلى بناء المسجد، وسم المسجد باسم «مسجد موثكي» أو مسجد العدس.

## البناء

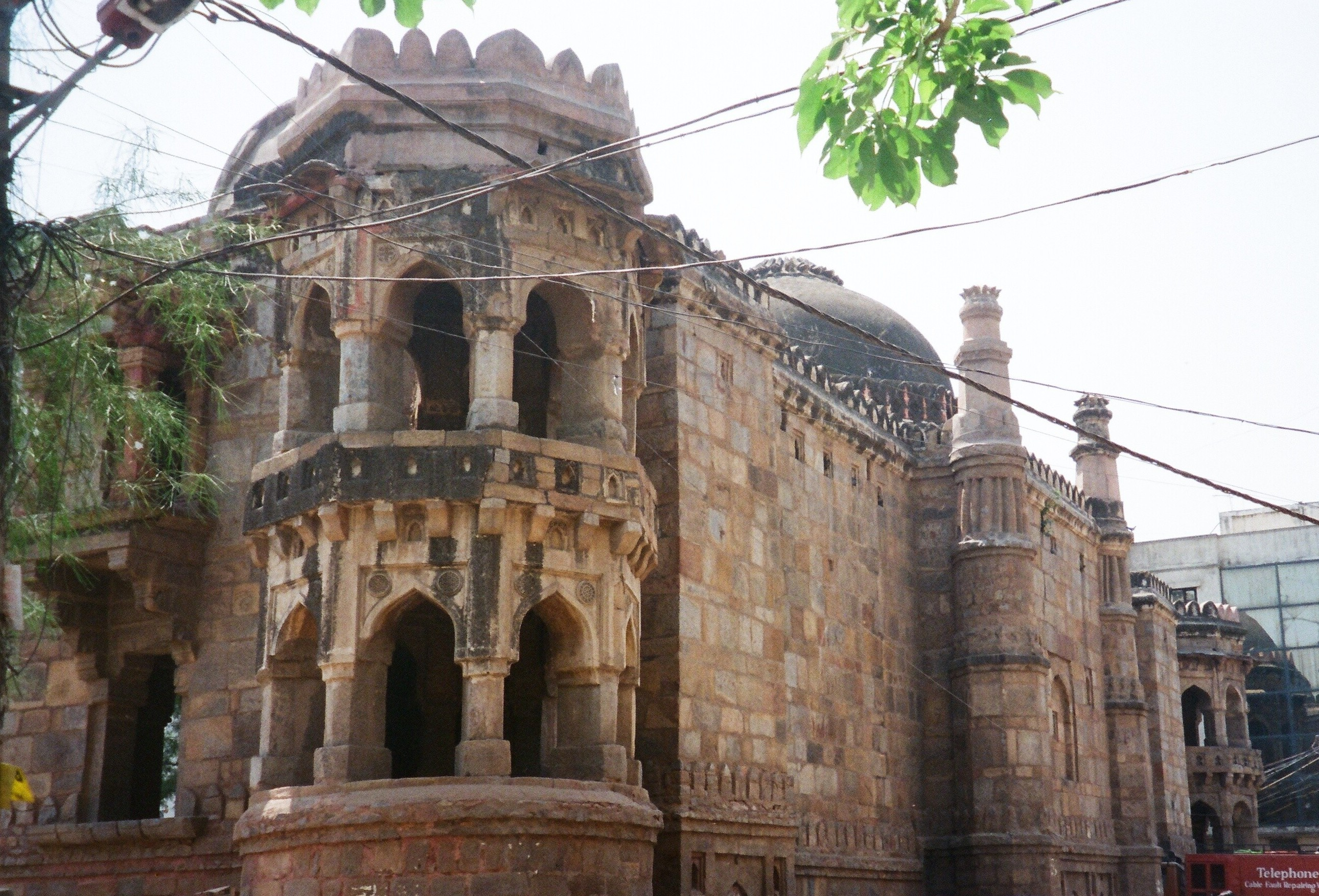
الجدار الخارجي لمسجد موث كي مع البرج

رفع المسجد على قاعدة عالية، والمسجد ذو تخطيط مربع الشكل, ويتصل به من الجانب الشرقي شارع قرية موتي ومن خلال بوابة مصممة بشكل رائع مصنوع من الحجر الرملي ذات اللون الأحمر والأزرق والأبيض والأسود مرتبة في تصميم أنيق، أما قوس البوابة الشرقية فلديها قوس هندوسي داخل قوس الإسلامي.
يقود المدخل إلى فناء كبير بعرض 38.6 متر (126.6 قدم) تحيط به جدران المسجد داخل الفناء، وعلى الجانب الغربي مزار رئيسي أو المسجد مع قاعة للصلاة مستطيلة الشكل لها واجهة من خمس فتحات مقوسة، زينت زوايا قاعة الصلاة المستطيلة الشكل بأبراج الطوابق مزدوجة، وتحنوي تقوسات الأبراج على فتحات في نهاية خلفية السقف على شكل قبة مثمنة .
هناك ثلاث قباب جميلة داخل قاعة الصلاة مع المحراب الموجود في جدار القبلة الغربية من القبة المركزية، والتي هي أكبر من القباب الثلاث، المحراب يصور النقوش القرآنية ذات التصميم الإيراني، ويدعم القبة المركزية على حنيات ركنية وتتحمل القباب على جناحين ذو مقرنصات مثلثات ركنية، وتختوي لوحات منحوتة من الحجر الرملي الأحمر والرخام الأبيض والجص، وكذلك البلاط المزجج زين به جدران المسجد.

## الزيارة
يقع المسجد في جنوب دلهي ويرتبط بشكل جيد عن طريق خط مستوي، يبعد مطار دلهي الدولي عنالمسجد 21 كم، ولا يوجد رسوم للزيارة وهو مفتوح على مدار الأيام من شروق الشمس إلى غروبها .